# Stepstone

Logo von Stepstone

Stepstone ist eine international tätige Unternehmensgruppe. Sie wurde 1996 unter dem Namen Jobshop in Oslo gegründet, im Jahr 2000 in Stepstone umbenannt und war von 2000 bis 2009 an der Börse gelistet. Seit 2009 gehört Stepstone zum Medienkonzern Axel Springer. Der Hauptsitz des Unternehmens befindet sich in Düsseldorf.
Stepstone betreibt mehr als 40 Stellenbörsen in über 30 Ländern, darunter stepstone.de und stepstone.at sowie totaljobs.com. Das Unternehmen zählt zu den Marktführern in diesem Bereich und tritt unter anderem mit Appcast und Universum als Technologie- und Dienstleistungsanbieter auf. Nach Medienberichten plant Axel Springer einen Börsengang von Stepstone.

## Geschichte

### Gründung und Börsengang
1994 startete der Norweger Erik Bakkejord eine Online-Stellenbörse als digitale Alternative zu Anzeigen in gedruckten Zeitungen, die den Namen Jobshop erhielt. 1996 wurde die Plattform in ein selbstständiges Unternehmen überführt. Zu den ersten Investoren zählten unter anderem die schwedische Industrieholding Investor AB und der norwegische Mischkonzern Orkla ASA. Später wurden auch US-amerikanische Wagniskapitalgeber auf das Unternehmen aufmerksam.
Ende der 1990er-Jahre verzeichnete Jobshop ein starkes organisches Wachstum. Dazu kamen mehrere Übernahmen, beispielsweise von Careernet in Deutschland. Bei der Konsolidierung der Stellenbörsen war vor allem Größe entscheidend. Zudem war eine stärkere Segmentierung der Plattformen nötig, um die Anforderungen unterschiedlichster Branchen abbilden zu können.
1999 kündigte das Unternehmen an, an die Börse zu gehen. Im Vorfeld änderte es seinen Namen von Jobshop in Stepstone. Im März 2000 erfolgte der IPO an der Oslo Børs und der London Stock Exchange. Nach dem Zusammenbruch der Dotcom-Blase musste Stepstone erstmals eigene Stellen abbauen und ausländische Niederlassungen schließen. Zudem wurden Unternehmensteile verkauft.

### Kooperation mit Axel Springer
Später kehrte Stepstone schrittweise in einige Auslandsmärkte zurück. 2004 gab das Unternehmen eine strategische Kooperation mit Axel Springer bekannt. Springer übernahm zunächst 49 % von Stepstone in Deutschland und beteiligte sich später auch am gesamten Unternehmen. 2009 erreichte der Medienkonzern die Mehrheit und nahm das Unternehmen von der Börse. Die Transaktion wurde durch den Verkauf der Software-Sparte gegenfinanziert.

### Aktuelle Entwicklungen
2012 gab Stepstone die Übernahme der Totaljobs-Gruppe bekannt. Dadurch verbesserte das Unternehmen seine Position insbesondere in Großbritannien und in Irland.
Um die Geschäftstätigkeit in den Vereinigten Staaten auszubauen, wurde im Jahr 2019 das Technologieunternehmen Appcast und 2021 der KI-Spezialist Mya Systems übernommen. Beide Akquisitionen schufen die Grundlage für die weitere Verbesserung der Algorithmen zur Automatisierung der Stellensuche für Unternehmen und Bewerber.

## Unternehmensstruktur
Stepstone firmiert als Gesellschaft mit beschränkter Haftung (GmbH). Die StepStone GmbH ist die Holding für diverse operative Gesellschaften, darunter die StepStone Deutschland GmbH und die StepStone Österreich GmbH im deutschsprachigen Raum. Dazu kommen weitere in- und ausländische Schwester- und Tochtergesellschaften. Stepstone wird vollständig im Konzernabschluss von Axel Springer konsolidiert.
Der Satzungssitz der StepStone GmbH ist Berlin. Der Verwaltungssitz mit den wichtigsten operativen Funktionsbereichen befindet sich hingegen in Düsseldorf. Es gibt weitere Standorte in Deutschland, beispielsweise in Münster. International ist Stepstone mit Büros in Brüssel, Dublin, London, Stockholm, Wien und Warschau sowie im US-Bundesstaat New Hampshire vertreten.

## Geschäftstätigkeit
Das Unternehmen betreibt Stellenbörsen unter Domains wie stepstone.de und stepstone.at sowie totaljobs.com. Alle basieren im Wesentlichen auf einer Volltextsuche, die durch Filter etwa für Berufe und Berufsfelder sowie Standorte ergänzt wird. Zu den erweiterten Suchfunktionen zählen in Abhängigkeit von Plattform und Region beispielsweise Voll- oder Teilzeit und Homeoffice sowie eine Prognose der Gehaltsspanne. Stepstone setzt zunehmend auf Algorithmen, um passende Stellen für Interessenten zu finden. Mit Technologien wie dem „Genderbias Decoder“ will man zum Beispiel geschlechterspezifischen Bias in Formulierungen erkennen.
Für Bewerber ist die Nutzung der Plattformen kostenlos. Dies gilt auch für Werkzeuge wie den Lebenslauf-Generator. Unternehmen müssen für die Veröffentlichung von Stellenanzeigen bezahlen. Es gibt verschiedene Darstellungsformen bis hin zu einem Unternehmensprofil mit Fotos und Videos sowie Bewertungen anderer Mitarbeiter. Stepstone bietet weitere Technologien an, damit Unternehmen und Bewerber leichter zueinander finden. Zudem übernahm Stepstone im Jahr 2019 die Online-Lernplattform Studydrive, die Studierenden unter anderem den Austausch kursbezogener Lernunterlagen ermöglicht und ihnen gleichzeitig Zugang zu passenden Karrieremöglichkeiten bietet.

## Publikationen
Das Unternehmen aggregiert Arbeitsmarktdaten und entwickelt daraus Analysen zu Karriere- und Personal-Themen. Bekanntestes Beispiel für die Aktivitäten in diesem Bereich ist der sogenannte „Stepstone Gehaltsreport“. Er fasst die Arbeitsmarktdaten für Deutschland und Österreich zusammen gibt so unter anderem Auskunft über regionale und branchenspezifische Gehaltsunterschiede. Der „Gehaltsreport“ erscheint in Deutschland seit 2012, in Österreich seit 2017 und wurde zuletzt 2022 in seiner bisher umfangreichsten Form veröffentlicht.